# 5519 Lellouch
Az 5519 Lellouch (ideiglenes jelöléssel 1990 QB4) a Naprendszer kisbolygóövében található aszteroida. Henry Holt fedezte fel 1990. augusztus 23-án.